# Kalmberg
Kalmberg ist eine Katastralgemeinde der Marktgemeinde Bad Kreuzen mit 486 Einwohnern (Stand 15. Mai 2001).

## Geographie
Kalmberg hat eine Fläche von 7,3694 Quadratkilometern und umfasst die Ortschaften Oberkalmberg und Würzenberg. Die höchsten Erhebungen sind der Würzenberg mit  447 m ü. A. und der Kalmberg mit 412 m ü. A.
Kalmberg grenzt innerhalb der Marktgemeinde Bad Kreuzen im Norden, Nordwesten und Nordosten an die Katastralgemeinde Kreuzen und im Osten an die Katastralgemeinde Wetzelstein. Ebenfalls im Osten und im Südosten bildet zum Teil der Kämpbach die Grenze zur Katastralgemeinde Panholz der Stadt Grein. Im Südwesten reicht die Ortschaft Untergaisberg der Katastralgemeinde Innernstein der Marktgemeinde Münzbach an Kalmberg heran. Im Süden grenzen die Ortschaften Niederkalmberg der Katastralgemeinde Clam (Gemeinde Klam) der Marktgemeinde Klam und, entlang des Rinnaubaches, die Ortschaft Letten der Katastral- und Marktgemeinde Saxen an Kalmberg. Auf dem Gebiet von Kalmberg entspringen der Sulzbach, der Schallahoferbach und der Rinnaubach.

## Geschichte
Die als Steuergemeinde im Bezirk Kreutzen geschaffene Verwaltungseinheit im Herrschaftsbereich der Burg Kreuzen war zur Pfarre Kreutzen sowie zum Distrikts-Kommissariat und zum Schulsprengel Kreutzen zugehörig (1825). Später wurde Kreutzen mit dem Distriktskommissariat Greinburg zusammengelegt.
Kalmberg war von 1850 bis 1875 eine selbständige Ortsgemeinde. In dieser Zeit waren folgende Personen Bürgermeister:
- Georg Angerer (1850 bis 1861)
- Franz Huber (1861 bis 1870)
- Josef Steinkellner (1870 bis 1875)

Die Ortsgemeinde Kalmberg hatte 1869 72 Häuser und 472 Einwohner, die sich auf die Ortschaften Lettenthal (58 Einwohner), Nieder-Kalmberg (40 Einwohner), Ober-Kalmberg (181 Einwohner) und Würzenberg (193 Einwohner) verteilten. Anlässlich der Auflösung der Gemeinde im Jahr 1875 kamen Lettenthal zu Grein, Nieder-Kalmberg zu Klam sowie Ober-Kalmberg und Würzenberg zu Kreuzen.